# Grupo de Ejércitos Ostmark
El Grupo de Ejércitos Ostmark (en alemán: Heeresgruppe Ostmark) fue un grupo de ejércitos alemán formado hacia el final de la Segunda Guerra Mundial.
El Grupo de Ejércitos Ostmark se formó el 2 de abril de 1945 a partir de los restos del Grupo de Ejércitos Sur (Heeresgruppe Süd). Estaba operativo en el Estado Libre de Austria y el Protectorado de Bohemia y Moravia y fue una de las últimas grandes formaciones militares alemanas en rendirse a los Aliados. El único comandante durante los 36 días de existencia de este grupo de ejércitos, Lothar Rendulic, lo entregó en San Martín, Alta Austria, el 7 de mayo de 1945.

## Comandante
| Retrato | Comandante                                | Desde              | Hasta             | Total   |
| ------- | ----------------------------------------- | ------------------ | ----------------- | ------- |
|         | Generaloberst Lothar Rendulic (1887-1971) | 2 de abril de 1945 | 8 de mayo de 1945 | 36 días |